# Neivamyrmex graciellae
Neivamyrmex graciellae es una especie de hormiga guerrera del género Neivamyrmex, subfamilia Dorylinae. Esta especie fue descrita científicamente por Mann en 1926.